# Tectonismo

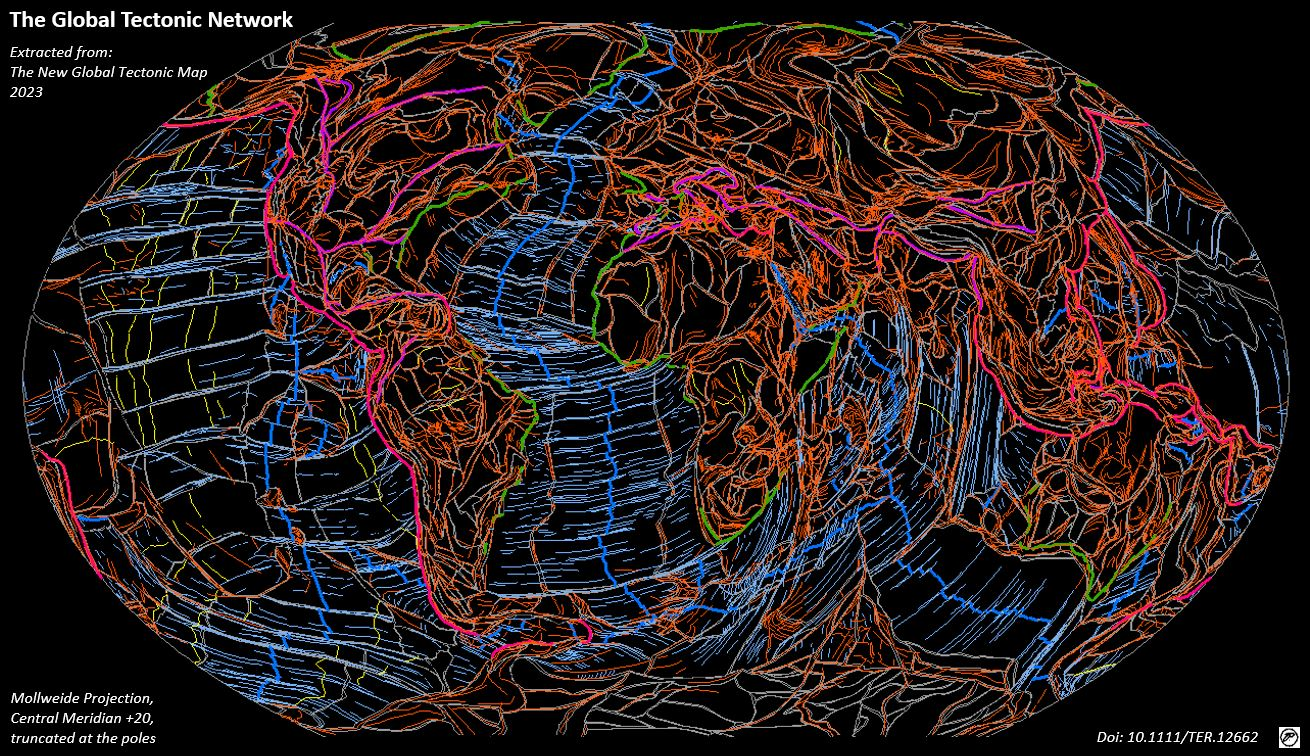
A Rede Tectônica da Terra. Legenda: Marrom: Limites de terrenos (microplacas) nos continentes e Cinturões Móveis, Ciano: Terrenos das Placas Oceânicas, Azul: Falhas transformantes oceânicas; Vermelho e laranja: Zonas de falhas no domínio do cinturão continental e montanhoso; Roxo: Principais zonas de subducção e zonas de sutura; Verde: Margens continentais

Tectonismo, também chamado de geotectónica (português europeu) ou geotectônica (português brasileiro), ou simplesmente tectónica (português europeu) ou tectônica (português brasileiro), são os processos que resultam na estrutura e nas propriedades da crosta terrestre e na sua evolução ao longo do tempo. O campo da tectônica planetária estende o conceito a outros planetas e luas.
Esses processos incluem a formação de montanhas, o crescimento e o comportamento dos núcleos antigos e fortes dos continentes, conhecidos como crátons, e as maneiras pelas quais as placas relativamente rígidas que constituem a camada externa da Terra interagem umas com as outras. Os princípios da tectônica também fornecem uma estrutura para entender os cinturões vulcânicos e de terremotos que afetam diretamente grande parte da população global.
Estudos tectônicos são importantes como guias para geólogos econômicos que buscam combustíveis fósseis e depósitos de minérios de recursos metálicos e não metálicos. A compreensão dos princípios tectônicos pode ajudar os geomorfólogos a explicar os padrões de erosão e outras características da superfície da Terra.

## Principais tipos de regime tectônico

### Tectônica extensional
A tectônica extensional está associada ao alongamento e afinamento da crosta ou da litosfera. Este tipo de tectônica é encontrado em limites de placas divergentes, em fendas continentais, durante e após um período de colisão continental causada pela expansão lateral da crosta espessada formada, em curvas de liberação em falhas de deslizamento, em bacias de retroarco e na extremidade continental de sequências de margem passiva onde uma camada de desprendimento está presente.

### Tectônica de empuxo (contracional)
A tectônica de empuxo está associada ao encurtamento e espessamento da crosta, ou litosfera. Este tipo de tectônica é encontrado em zonas de colisão continental, em curvas de restrição em falhas de deslizamento e na parte voltada para o oceano de sequências de margem passiva onde uma camada de descolamento está presente.

### Tectônica de deslizamento e deslocamento

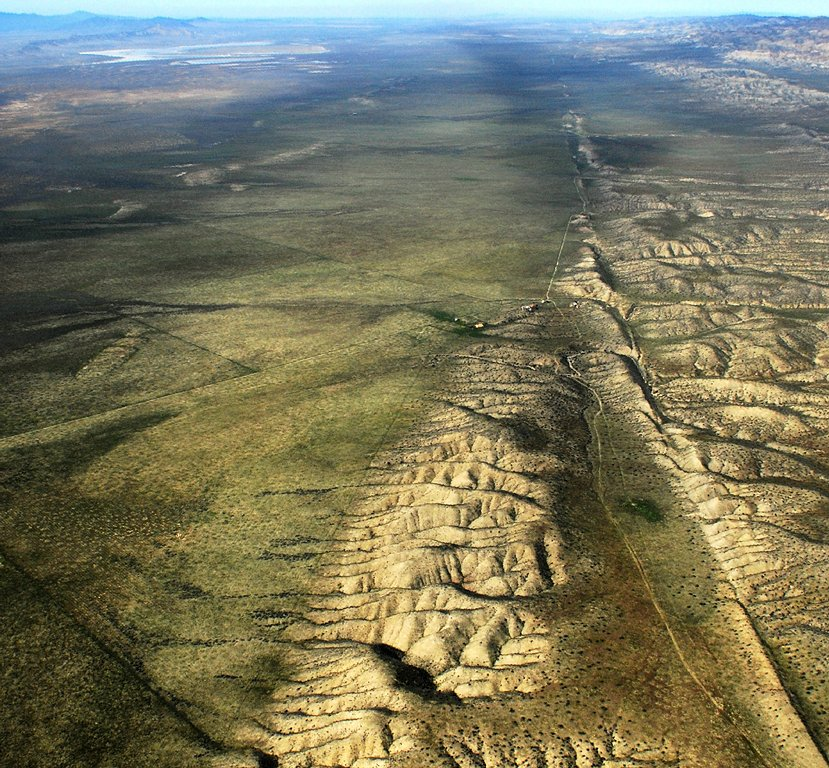
Falha transformante de San Andreas na Planície de Carrizo

A tectônica de deslizamento está associada ao movimento lateral relativo de partes da crosta ou da litosfera. Esse tipo de tectônica é encontrado ao longo de falhas transformantes oceânicas e continentais que conectam segmentos deslocados de dorsais meso-oceânicas. A tectônica de deslizamento também ocorre em deslocamentos laterais em sistemas de falhas extensionais e de empurrão. Em áreas envolvidas com colisões de placas, a deformação por deslizamento ocorre na placa sobreposta em zonas de colisão oblíqua e acomoda a deformação na parte anterior de um cinturão de colisão.

## Tectônica de placas
Na tectônica de placas, a parte mais externa da Terra, conhecida como litosfera (a crosta e o manto superior), atua como uma única camada mecânica. A litosfera é dividida em "placas" separadas que se movem umas em relação às outras na astenosfera subjacente, relativamente fraca, em um processo impulsionado pela perda contínua de calor do interior da Terra. Existem três tipos principais de limites de placas: divergente, onde as placas se afastam umas das outras e uma nova litosfera é formada no processo de expansão do fundo do mar; transformante, onde as placas deslizam umas sobre as outras, e convergente, onde as placas convergem e a litosfera é "consumida" pelo processo de subducção. Limites convergentes e transformantes são responsáveis pela maioria dos maiores terremotos do mundo (Mw > 7). Limites convergentes e divergentes também são o local da maioria dos vulcões do mundo, como ao redor do Anel de Fogo do Pacífico. A maior parte da deformação na litosfera está relacionada à interação entre placas nas fronteiras das placas ou próximas a elas. Os estudos mais recentes, baseados na integração de dados geológicos disponíveis, imagens de satélite e conjuntos de dados de anomalias magnéticas e gravimétricas, mostraram que a crosta terrestre é dissecada por milhares de tipos diferentes de elementos tectônicos que definem a subdivisão em numerosas microplacas menores que se fundiram nas placas maiores.

## Outros campos de estudos tectônicos

### Tectônica salina
A tectônica salina se preocupa com as geometrias estruturais e os processos de deformação associados à presença de espessuras significativas de sal-gema dentro de uma sequência de rochas. Isto se deve tanto à baixa densidade do sal, que não aumenta com o enterramento, quanto à sua baixa resistência.

### Neotectônica
Neotectônica é o estudo dos movimentos e deformações da crosta terrestre (processos geológicos e geomorfológicos) atuais ou recentes no tempo geológico. O termo também pode se referir aos próprios movimentos e deformações. O período correspondente é chamado de período neotectônico. Assim, o período anterior é denominado período paleotectônico.

### Tectonofísica
Tectonofísica é o estudo dos processos físicos associados à deformação da crosta e do manto, desde a escala dos grãos minerais individuais até a das placas tectônicas.

### Sismotectônica
Sismotectônica é o estudo da relação entre terremotos, tectônica ativa e falhas individuais em uma região. Ele busca entender quais falhas são responsáveis pela atividade sísmica em uma área analisando uma combinação de tectônica regional, eventos recentes registrados instrumentalmente, relatos de terremotos históricos e evidências geomorfológicas. Essas informações podem então ser usadas para quantificar o risco sísmico de uma área.

### Tectônica de impacto
A tectônica de impacto é o estudo da modificação da litosfera por meio de eventos de crateras de impacto de alta velocidade.

### Tectônica planetária
As técnicas utilizadas na análise da tectônica na Terra também foram aplicadas ao estudo dos planetas e suas luas, especialmente as luas geladas.